# Елеанор Гарві
Елеанор Гарві (14 січня 1995 , Гамільтон, Онтаріо ) — канадська фехтувальниця на рапірах, бронзова призерка Олімпійських ігор 2024 року.